# Greg Linteris
Gregory Thomas Linteris est un astronaute américain né le 4 octobre 1957.

## Biographie
Il a eu son premier diplôme à la Northern Valley Regional High School de Demarest au New Jersey en 1975. Puis en 1979, il a eu un licence en science dans la ingénierie chimique à la Princeton University. Il obtient en 1984 un master en sciences à Stanford et en 1990 un doctorat dans l'ingénierie mécanique et aérospatiale.

## Vols réalisés
STS-83, lancée le 4 avril 1997 et STS-94, lancée le 1er juillet 1997. Ce second vol fut une réédition du premier, qui avait été écourté à cause d'un problème sur l'une des piles à combustible de la navette.

## Divers
Il est né le jour du lancement du premier Spoutnik.